# Champdieu
Champdieu je francouzská obec v departementu Loire v regionu Auvergne-Rhône-Alpes. V roce 2011 zde žilo 1 722 obyvatel.

## Sousední obce
Essertines-en-Châtelneuf, Chalain-d'Uzore, Châtelneuf, Montbrison, Pralong, Saint-Paul-d'Uzore, Savigneux

## Vývoj počtu obyvatel
Počet obyvatel